# Woolf (cràter)
Woolf és un cràter d'impacte en el planeta Venus de 24,5 km de diàmetre. Porta el nom de Virginia Woolf (1882-1941), escriptora britànica, i el seu nom va ser aprovat per la Unió Astronòmica Internacional el 1991.